# Tamalpais-Homestead Valley
Tamalpais-Homestead Valley – jednostka osadnicza w Stanach Zjednoczonych, w stanie Kalifornia, w hrabstwie Marin.